# 八美圖 (電視劇)
《八美圖》（英語：Eight Women）是香港亞洲電視製作的女性時裝劇集，由梁天監製，並於1983年2月7日首播，共40集。本劇是麗的電視易名後首部集數為40集或以上的劇集，主演有魏秋華、馬敏兒、李影、蔡瓊輝、禤素霞、麥翠嫻、葉玉萍、蔡倩兒，雲集當時亞洲電視的一線女演員。
本劇以1970年代的香港為時代背景，以八個出身不同階層的少女步入社會後所遇到的人和事經歷不同變遷為故事主線。

## 演員表
- 魏秋華 飾 王麗花[2]
- 馬敏兒 飾 馮念慈[2]
- 蔡瓊輝 飾 杜美鳳[2]
- 黎漢持 飾 王興國[2]
- 岳華 飾 鄺民豐[2]
- 李影 飾 馮念祖[2]
- 禤素霞 飾 程慕華[2]
- 何家勁 飾 杜青龍[2]
- 麥翠嫻 飾 廖曉晴[2]
- 葉玉萍 飾 陳巧兒[2]
- 羅樂林 飾 顧志忠[2]
- 梁舜燕 飾 徐綺霞[2]
- 良鳴 飾 成伯
- 黎萱 飾 王若男
- 許英秀 飾 王田
- 徐意 飾 四姐
- 蔡倩兒 飾 朱愛蓮[2]
- 熊德誠 飾 蘇天賜[2]
- 張瑛 飾 馮鏡波
- 梅智青 飾 王芳雄
- 蔣梅珍 飾 王領弟
- 鮑漢琳 飾 朱承德[2]
- 丁茵 飾 何潔賢
- 唐若菁 飾 張高
- 伍永森 飾 高勁
- 許淑嫻 飾 鍾惠時
- 卡迪遜 飾 傅萬全
- 馮真 飾 艷海棠[2]
- 李月清 飾 三嬸
- 曹達華 飾 傅金鐘
- 黃秋生 飾 趙文華
- 江濤 飾 秦杰
- 蕭山仁 飾 蕭雲
- 鄭恕峰 飾 Larry

## 製作
此劇雲集當時亞洲電視最重視的女演員，當中亦包括一些新晉演員，如麥翠嫻、蔡倩兒。
監製梁天表示構思以女性為主題的劇集，是因為當時較多男性主導的動作戲。
本劇於1982年10月籌拍，至1983年3月煞科。